# Laura Elena Arce Cavazos
Laura Elena Arce Cavazos (18 de agosto de 1912, Cerralvo, Nuevo León - 8 de febrero de 1996) fue una pedagoga mexicana.

## Biografía
Era hija de Francisco Arce González y Honorina Cavazos Salinas. En 1925 ingresó en la Escuela Normal, donde recibió el título de profesora de Educación Primaria en 1930, y posteriormente el título que la acreditaba como maestra de Jardín de Niños.
Organizó en 1945, y durante 19 años, grupos anuales para realizar prácticas con las aspirantes a educadoras, logrando así crear el primer instituto de educadoras en Nuevo León, llevando por nombre Escuela de Educadoras Laura Arce. En 1974 recibió el reconocimiento Maestra Distinguida al Servicio de la Educación en México.
El comité ejecutivo nacional del Sindicato Nacional de Trabajadores de la Educación le otorgó en 1982 el diploma y la Medalla a la labor docente por sus 50 años al servicio de la educación. Ese mismo año recibió de José López Portillo la Medalla al mérito docente Maestro Ignacio Manuel Altamirano.
Fue conocida como La Eterna Campeona al defender por 16 ocasiones su título como campeona estatal de Tenis.